# Деловце
Деловце (алб. Delloc) је насељено место у Србији у општини Сува Река. Административно припада Косову и Метохији, односно Призренском управном округу. Према попису из 2011. године било је 160 становника.

## Становништво
Према попису из 1981. године у насељу већинско становништво су били Срби. Након рата 1999. године већина Срба је напустила насеље.
| Етнички састав према попису из 1981.‍ | Етнички састав према попису из 1981.‍ | Етнички састав према попису из 1981.‍ | Етнички састав према попису из 1981.‍ | Етнички састав према попису из 1981.‍ |
| ------------------------------------ | ------------------------------------ | ------------------------------------ | ------------------------------------ | ------------------------------------ |
|                                      |                                      |                                      |                                      |                                      |
| Срби                                 | Срби                                 |                                      | 298                                  | 50,5%                                |
| Албанци                              | Албанци                              |                                      | 292                                  | 49,5%                                |
| Укупно: 590                          |                                      |                                      |                                      |                                      |

| Етнички састав према попису из 2011.‍ | Етнички састав према попису из 2011.‍ | Етнички састав према попису из 2011.‍ | Етнички састав према попису из 2011.‍ | Етнички састав према попису из 2011.‍ |
| ------------------------------------ | ------------------------------------ | ------------------------------------ | ------------------------------------ | ------------------------------------ |
|                                      |                                      |                                      |                                      |                                      |
| Албанци                              | Албанци                              |                                      | 159                                  | 99,4%                                |
| остали                               | остали                               |                                      | 1                                    | 0,6%                                 |
| Укупно: 160                          |                                      |                                      |                                      |                                      |

Број становника на пописима:
|             | \| Демографија[3] \| Демографија[3] \| Демографија[3] \| \| Година \| Становника \| Становника \| \| -------------- \| -------------- \| -------------- \| \| 1948. \| 534 \| \| \| 1953. \| 556 \| \| \| 1961. \| 588 \| \| \| 1971. \| 676 \| \| \| 1981. \| 590 \| \| \| 1991. \| 591 \| \| |            |
| Демографија | |            |
| Година      | Становника | Становника |
| 1948.       | 534 |            |
| 1953.       | 556 |            |
| 1961.       | 588 |            |
| 1971.       | 676 |            |
| 1981.       | 590 |            |
| 1991.       | 591 |            |